# پل اف. تامپکینز
پل اف.تامپکینز (به انگلیسی: Paul F. Tompkins) (زاده ۱۲ سپتامبر ۱۹۶۸) بازیگر آمریکایی است.
از فیلم‌های معروف او می‌توان به بازی در فیلم اطلاع‌رسانی! اشاره کرد.